# Fliünt

Situació de Fliunt al sud-oest de Corint.

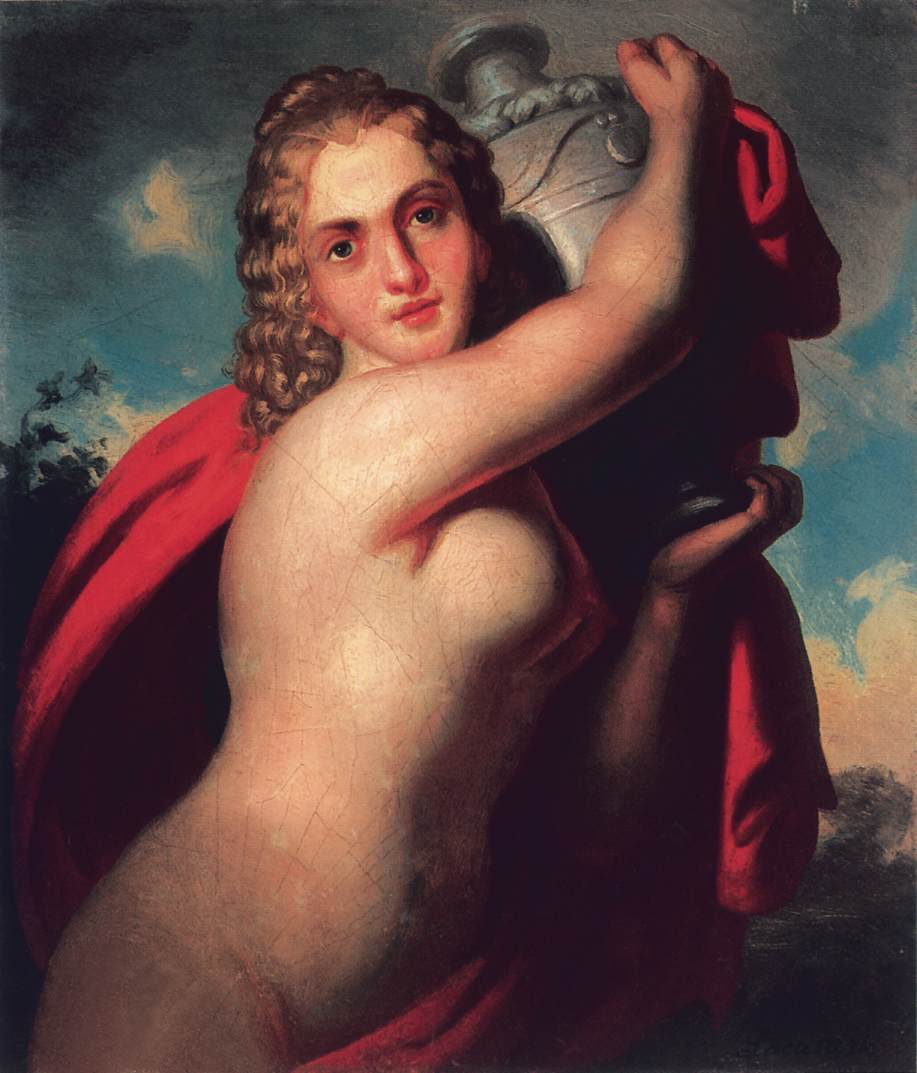
Hebe, la deessa de la joventut, divinitat honrada a la polis de Fliunt.

Fliünt o Fliunt (en llatí Phlius, en grec antic Φλιοῦς) era una ciutat de la part nord-oriental del Peloponès, amb un territori conegut com a Fliàsia (Φλιασία). Era una ciutat independent i limitava al nord amb Sició, a l'oest amb Arcàdia, a l'est amb Cleones i al sud amb l'Argòlida. El territori era una petita vall a uns 900 metres sobre el nivell del mar rodejada de muntanyes d'on baixaven petits rierols i riuets que s'unien a l'Asopos que passava pel mig de la vall. El vi que produïa la comarca era molt apreciat, segons Ateneu de Nàucratis.
Estrabó diu que inicialment la ciutat principal era Aretírea (Αραιθυρέη) però els seus habitants es van traslladar a una nova ciutat situada a uns 30 estadis que es va dir Fliünt. Pausànies no parla d'aquest canvi i diu que la ciutat es va dir inicialment Aràntia (Ἀραντία) perquè la va fundar Aras i després Aretírea, del nom de la filla d'Aras, i finalment Fliünt de Flias, fill de Cesios i net de Temen. Segons Esteve de Bizanci el nom de Fliünt venia d'un fill de Dionís i Ctonòfila, una filla de Sició.
Fliünt va ser sotmesa pels doris dirigits per Regnidas, que venia de Sició. Part dels habitants van emigrar a Samos i a Clazòmenes. Entre els emigrants a Samos hi havia Hippasos, del que descendia Pitàgores. La ciutat la va governar una aristocràcia dòrica. En temps de Pitàgores va quedar subjecte a la tirania de Lleó, segons Diodor de Sicília.
Fliünt va enviar 200 soldats a la Batalla de les Termòpiles i 1000 a la de Platea. Durant la guerra del Peloponès va ser aliada d'Esparta i enemiga d'Argos. L'any 393 aC apareixen exiliats de la ciutat que es declaraven amics d'Esparta el que fa suposar que a la ciutat governaven els demòcrates, però Fliünt va romandre en aliança amb Esparta i aquell any Ifícrates va derrotar els seus habitants que van haver de cridar als espartans. Fliünt es va veure obligada a admetre dins de les seves muralles una guarnició espartana, cosa que abans no havien permès, per tel d'evitar que els exiliats hostils tornessin a la ciutat. Els espartans no van fer cap canvi de govern i al cap d'un temps van abandonar la ciutat.
El 383 aC aquestos darrers van aconseguir altre cop el suport d'Esparta i la ciutat els va admetre altre cop (383 aC). El conflicte civil que va seguir a Fliunt va provocar una nova intervenció d'Esparta i el rei Agesilau va assetjar la ciutat (380 aC) que va resistir 18 mesos i finalment es va rendir per manca de menjar (379 aC). Agesilau va instal·lar un consell de 100 membres dels que la meitat eren exiliats i l'altra meitat de l'antic govern, amb l'encàrrec de redactar una nova constitució. Des de llavors van romandre lleials a Esparta. Durant la guerra d'Esparta i Tebes, els argius van ocupar Tricarànion (propera a Fliunt pel nord) i els de Sició la ciutat de Thyamia propera a la seva frontera.
Deu anys després, el 383 aC els exiliats van convèncer el govern espartà per defensar la seva causa, i els habitants de Fliünt, veient el que havia passat a Mantinea, on els lacedemonis havien obligat a la ciutat a destruir les seves muralles, van pensar que era més prudent acceptar les exigències i van rebre els exiliats, segons diu Xenofont. Però van sorgir greus disputes entre els retornats i els que detentaven el govern. Els nouvinguts van demanar ajuda a Esparta i Agesilau II, l'any 380 aC va arribar amb un exèrcit a reduir la ciutat, que sembla que tenia 5.000 habitants. Agesilau va assetjar la ciutat que va resistir durant un any i vuit mesos, fins que es va veure obligada a rendir-se per falta de recursos l'any 379 aC. Agesilau va nomenar un consell de 100 persones, la meitat exiliats i l'altra meitat dels assetjats amb poders de vida i mort sobre els ciutadans, i va proclamar una nova constitució. A partir d'aquell moment Fliünt va mantenir-se fidel a Esparta durant tot el període que va durar la guerra contra Tebes, i van patir greus atacs dels enemics sobre el seu territori.
Més tard, els argius van ocupar i fortificar Tricaranon, una ciutat per sobre de Fliünt, i els de Sició Tiamia, a la frontera amb aquell territori. L'any 368 aC la ciutat va ser gairebé ocupada pels exiliats, que sens dubte pertanyien al partit democràtic, expulsats de la ciutat per Agesilau. En aquest any, un contingent d'Arcàdia i l'Èlide que anaven a ajudar a Epaminondes a l'istme van ser persuadits pels exiliats perquè els ajudessin a recuperar la ciutat. Durant la nit, els atacants van aconseguir arribar fins a sota de l'acròpoli, i quan al matí els ciutadans que eren a Tricaranon van anunciar que l'enemic era a la vista, van ocupar l'acròpoli. però van ser expulsats en el seu intent d'abastar la ciutat i finalment es van veure obligats a abandonar la ciutadella. Els arcadis i els argius van ser expulsat fins a fora de les muralles, explica Xenofont.
L'any següent, el 367 aC el comandant tebà de Sició amb l'ajut del tirà local Eufró, va atacar la ciutat amb un gran cos d'exèrcit, baixant des de la ciutat de Tricaranon i van arribar fins a l'hèreon, que es trobava als peus de la muntanya, destruint tot el que van trobar a la plana de Fliàsia. Al mateix temps van enviar uns destacaments de sicionis i d'habitants de Pel·lene, i es van situar davant de les portes de la ciutat. Altre cop els atacants van ser rebutjats en no poder unir-se els dos contingents degut a un barranc que els ho va impedir.
Després de la mort d'Alexandre el Gran, Fliünt, com moltes altres ciutats, va estar subjecte a tirans, però quan Arat de Sició va organitzar la Lliga Aquea el tirà Cleònom va abdicar voluntàriament del poder i la ciutat va ingressar a la Lliga.
A Fliünt hi va nàixer Pratines, inventor del drama satíric, que va competir amb Èsquil pel premi a Atenes. La tomba del seu fill Arísties era a l'àgora de la ciutat, diu Pausànias. També diu que a la ciutat hi havia un temple d'Hebe en un bosquet de xiprers que tenia dret d'asil. També hi havia un temple de Demèter a l'acròpoli, i al baixar a la ciutat, un temple d'Asclepi, un teatre i un altre temple de Demèter, i altres edificis públics.
Es conserven ruïnes prop de la muntanya Tricaranum, anomenades Paleókastron.